# Радослав Лале Миленковић
Радослав Лале Миленковић (Прокупље, 8. фебруар 1926 — Београд, 23. март 2014) био је југословенски и српски сликар.

## Младост
Основну школу и Реалну гимназију завршио је у истоименом родном граду. Академију ликовних уметности са специјалком завршава 1954. године у Београду. Исте године постаје члан Удружења ликовних уметника Србије (УЛУС) са првим излагањем. Од тада се посвећује искључиво сликарском раду све до своје смрти.

## Главне теме
Од својих сликарских почетака раних педесетих па до зрелог доба, Лале Миленковић посвећено обрађује неколико тема: портрет, мртву природу, пејзаж, градске мотиве. „Ако човек носи нешто стваралачко, може, зависно од снаге талента и личности, да и теми која је безброј пута обрађивана (портрет, мртва природа, пејзаж), да ново виђење. Неко ново обележје које ће његово дело учинити ликовно зрелим и свежим“.
Формиран под утицајем београдске сликарске школе те, делимично, њеног интимистичког огранка, као дипломац и специјализант Недељка Гвозденовића, Миленковић рано проналази теме којима ће посветити свој ликовни рад, док до израза долази поступно и без превише варирања, па се на његово вишедеценијско сликарство може применити фигура о поступном и сигурном „напредовању стила“.

## Одлике стила
У уводној белешки за самосталну изложбу приређену у Галерији УЛУС-а у Кнез Михаиловој од 8. до 21. септембра 1993, Миленковић каже: „Желим да прикажем јавности своје сликарске радове настале последњих година, у којима доследно развијам свој став и опредељење у фигуративном сликарству којем припадам и генерацијски. Ликовну уметност-сликарство схватам као потребу и природну тежњу да сликарским средствима изразим своје виђење света, на мени својствен начин. У данашњем времену када је појам вредности скоро обесмишљен, права је храброст бавити се фигуративним сликарством и у томе истрајати. Зато сам окренут слици која ће нешто представљати, слици која ће гледаоцу пренети нека моја виђења овог света и размишљања о њему, моја одушевљења и драме. Настављам традицију наших врсних сликара уносећи свој скромни удео у томе. Због тога мислим да не би требало запостављати напоре и резултате у бављењу вечитом ликовном уметношћу у којој човек и природа заузимају незаменљиво место и улогу. Уверен сам да се и данас могу сликати обичне ствари и вечите сликарске теме са неким личним доприносом. Насликати портрет ликовно зрело није ништа мање вредно од дела нових тенденција. Моји су напори управо у том правцу“.
Портретско сликарство и окренутост фигурацији чини константу Миленковићевог рада. Ликовни критичар Петар Петровић, у уводној белешки уз каталог за ретроспективну изложбу у Галерији Цвијете Зузорић 2011. констатује да „још од времена својих почетака и све до данас, Радослав Миленковић је остао веран оним погледима на фигуративно сликарство који сежу до самих почетака и најчистијих примера београдске школе сликарства између два рата“.
Историчар уметности и ликовни критичар Здравко Вучинић са своје стране, истом пригодом бележи: „Миленковић је познат по бројним радовима који се тичу портрета, којима провејава препознатљивост сликарске основе. Није у питању сасвим реално опхођење спрам виђеног, већ известан отклон у поље слободне интерпретације визуелног доживљаја. Он започиње делање на сигурној цртачкој основи, коју употпуњују датим колористичким односима. Слика настаје у следу снажних, једноставних потеза, која полако приводи ликовној замисли. Она је базирана на једној, највише две тонске вредности, које су, каткад „оживљене“ јачим колористичким акцентима. Потез је издвојен, ретко наглашен, при том увек сигуран. У сликању портрета Миленковић је нарочито инспирисан дамама лепог изгледа, чији се ликови намећу свежином ликовне материјализације. Дотични радови одмах подсете на слична остварења Петра Добровића, који је знао једноставним потезима да разреши основне визуелне податке. Осим тога, Миленковић је сликао арлекине, међутим, посебан део његовог творења чине аутопортети, који одају утисак уметникове запитаности пред стваралачким изазовима“.
Сликарска поетика Радослава Лалета Миленковића почива на повратку на једноставне истине и њихове свакидашње манифестације. Људска лица и тела у средишту су његове запитаности, било да је реч о аутопортретима, о портретима чланова породице и пријатеља, или да су то прикази свакодневног живота или ванвремене свакидашњице: он слика купаче на плажи, бераче грожђа, пријатељице у шетњи. Посебно се истиче Миленковићево фигурално сликарство са обрадом историјских и митских тема из прошлости: Косовска битка, Лаокон и његови синови, Полагање у гроб.
У осврту на изложбу слика у Галерији УЛУС-а у Кнез Михаиловој, објављеном у дневнику Борба од 21. септембра 1993, приказивач за Радослава Миленковића бележи да „радовима које је изложио, а то су махом портети и фигуралне композиције, не само што је показао да неке теме не застаревају (можда само начин њихове обраде), већ је пружио на увид свој лепо однегован сензибилитет за карактере, смисао за битно, а наместо површног психологизирања које се, иначе, често може да сретне код мање искусних и талентованих сликара. Уз све то, Миленковићево сликарство одликује скромност, и једна можда отмена уздржаност“.

## Галерија
- Аутопортрет (1959)
- Циганчица у џемперу (2006)
- Пржена риба на тањиру (2009)